# Muggeseggele

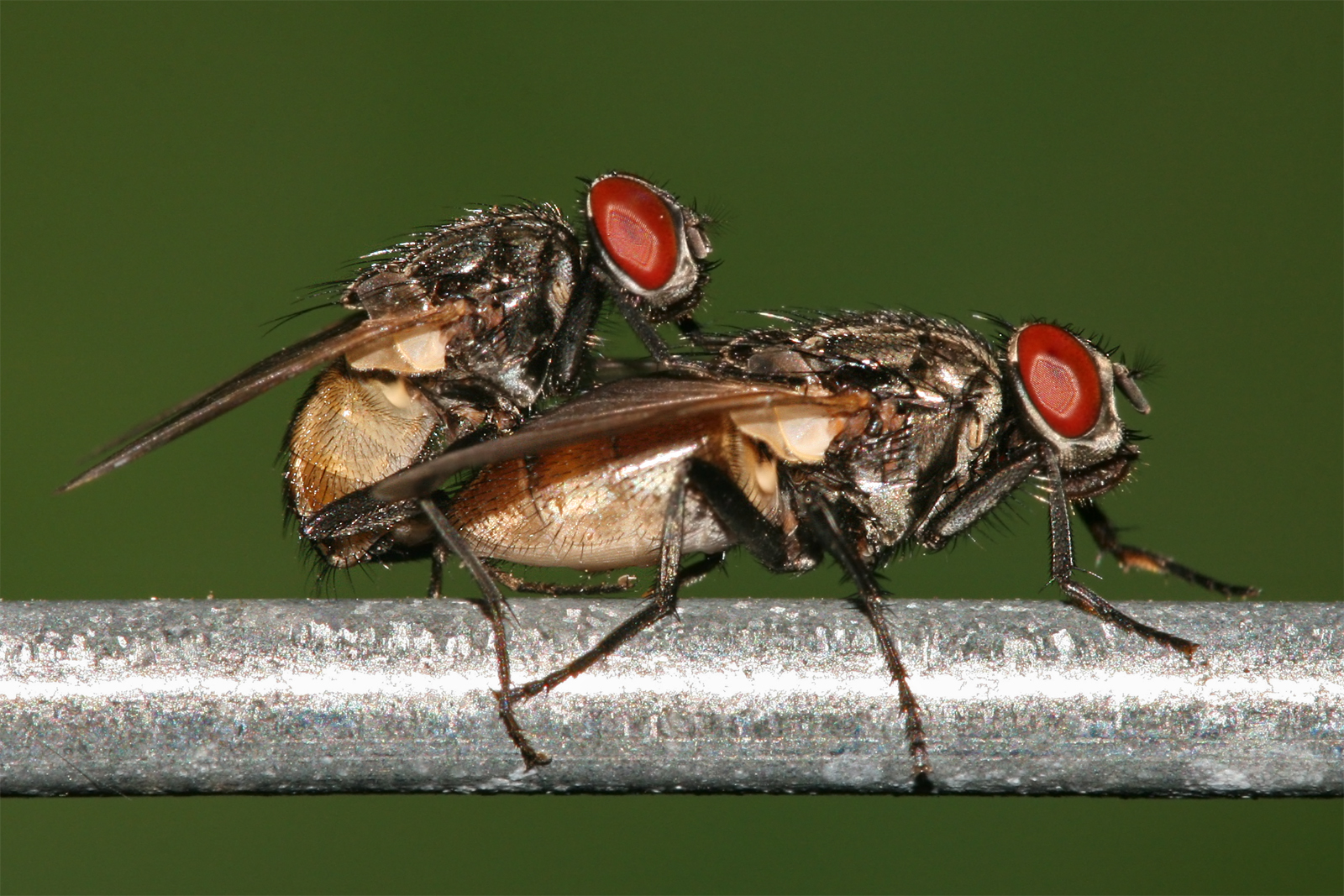
Der Begriff Muggeseggele bezieht sich auf das Geschlechtsorgan der männlichen Stubenfliege.

Ein Muggeseggele (auch Muggaseggele, Muggaseggel oder Muggaseggl) ist im alemannischen Dialekt eine scherzhaft gebrauchte, sehr kleine „Einheit“ für Länge, Winkel, Gewicht oder Zeit. Sie bezieht sich auf das Geschlechtsorgan der männlichen Stubenfliege.
Im schwäbischen Dialekt wird die Stubenfliege mit etwa sieben Millimeter Körperlänge als „Mugg“ bezeichnet. Die Bezeichnung Muggeseggele geht ursprünglich auf das lateinische saccellus, sprich den Hodensack zurück. Mit dem Ausdruck ist aber mittlerweile der Aedeagus, das die Spermien übertragende Zeugungsglied der Stubenfliege, gemeint. Diesen Körperteil der Stubenfliege hat ein Entomologe vom Stuttgarter Naturkundemuseum wissenschaftlich vermessen. Laut seiner Untersuchung liegt der Durchschnittswert bei 0,22 Millimetern. Dies entspricht rund 1⁄115 Zoll.
Der „Seckel“ ist eines der wenigen explizit sexuell konnotierten Schimpfwörter in der deutschen Sprache, in der sonst eher mit Ausdrücken der Fäkalsprache verunglimpft wird. Hingegen wird die Bezeichnung Muggeseggele nicht als Schimpfwort verwendet und ist dementsprechend auch kindertauglich. So wird zum Beispiel in der in Fellbach nahe Stuttgart spielenden Kinder- und Jugendfernsehserie Ein Fall für B.A.R.Z. des Südwestrundfunks (SWR) die schwäbische Redewendung A muggeseggele Zeit hädde mer no! (hochdeutsch ‚Ein bisschen Zeit hätten wir noch!‘) verwendet. Zudem findet sich die Redewendung mitsamt Übersetzung im Schwäbisch-Lexikon, das der SWR zusammen mit weiterem Informationsmaterial ergänzend zu dieser Fernsehserie auf seinem Onlineportal SWR Kindernetz anbietet.
Im Jahr 2009 wählten die Leser der Stuttgarter Nachrichten „Schwabens kleinste Einheit“ mit großem Vorsprung zum schönsten schwäbischen Wort. Seit Anfang 2014 versucht der private Radiosender Antenne 1 das Wort in der Schreibweise Muggaseggele in den Duden zu bringen.